# Fangensis cavernarum
Espèce
Synonymes
- Fangensis cavernarus Schwendinger & Giribet, 2005

Fangensis cavernarum est une espèce d'opilions cyphophthalmes de la famille des Stylocellidae.

## Distribution
Cette espèce est endémique de la province de Kanchanaburi en Thaïlande. Elle se rencontre à Si Sawat dans la grotte Tham Nam Phrathat.

## Description
Le mâle holotype mesure 3,66 mm et la femelle paratype 4,04 mm, les mâles mesurent de 3,66 à 3,74 mm et les femelles de 3,86 à 4,04 mm.

## Étymologie
Son nom d'espèce lui a été donné en référence au lieu de sa découverte, une grotte.

## Publication originale
- Schwendinger & Giribet, 2005 : « The systematics of the south-east Asian genus Fangensis Rambla (Opiliones : Cyphophthalmi : Stylocellidae). » Invertebrate Systematics, vol. 19, no 4, p. 297–323.